# 2012 KU50
2012 KU50, também escrito como 2012 KU50, é um corpo celeste que é classificado como um centauro, numa classificação estendida de centauros. Ele possui uma magnitude absoluta de 6,3 e tem um diâmetro estimado de cerca de 244 km. O astrônomo Mike Brown lista este objeto em sua página na internet como um candidato a possível planeta anão.

## Descoberta
2012 KU50 foi descoberto no dia 18 de maio de 2012 pelo astrônomo M. E. Schwamb.

## Órbita
A órbita de 2012 KU50 tem uma excentricidade de 0,503 e possui um semieixo maior de 52,715 UA. O seu periélio leva o mesmo a uma distância de 26,181 UA em relação ao Sol e seu afélio a 79,250 UA.